# HW Virginis
Désignations
HW Virginis est une binaire à éclipses de type Algol située à environ 172 pc (∼561 al) du Soleil, dans la constellation de la Vierge. Le système est constitué d'une étoile sous-naine de type spectral B d'environ 0,485 masses solaires et d'une naine rouge de type spectral M d'environ 0,142 masses solaires orbitant l'une autour de l'autre en 0,116 795 jours,.
Ce système binaire possède également deux objets substellaires formant un système planétaire composé d'une exoplanète et d'une naine brune circumbinaires :
| Planète                             | Masse mini (MJ) | Demi-grand axe (UA) | Période orbitale (a) | Excentricité |
| ----------------------------------- | --------------- | ------------------- | -------------------- | ------------ |
|                                     |                 |                     |                      |              |
| HW Vir c                            | 8,47 ± 0,42     | 3,62 ± 0,52         | 9,08 ± 0,22          | 0,31 ± 0,15  |
| HW Vir b                            | 19,23 ± 0,24    | 5,30 ± 0,23         | 15,84 ± 0,14         | 0,46 ± 0,05  |
|                                     |                 |                     |                      |              |
| Système planétaire de HW Virginis,. |                 |                     |                      |              |